# Aghmat

Aghmat (Tashelhit: Aɣmat, arabisk: أغمات Āghmāt ; udtales lokalt Ughmat, Uɣmat) var en vigtig kommerciel middelalderlig berberby i Marokko. Den er i dag et arkæologisk sted kendt som "Joumâa Aghmat".
Aghmat ligger omkring 30 km sydøst for Marrakech på vejen til floden Ourika. Det indledende "a" i navnet kan være uvokaliseret, og navnet staves nogle gange "Ghmat", "Ghmate" eller endda i den franske stil "Rhmate" (som det fremgår af Michelin-guiden).
Ifølge en berberlegende var Aghmat befolket af kristne berbere, da det i 683 blev erobret af muslimske styrker under general Uqba ibn Nafi, fra Umayyad-kalifatet i Syrien. Denne historie dukker dog først op næsten 700 år senere, og mange historikere tillægger den ingen troværdighed. Den modsiges direkte af en af de tidligste persiske historikere, al-Baladhuri, som udtaler, at Musa bin Nusair erobrede Sous og opførte moskeen ved Aghmāt.

## Tidlig historie
Efter Idris 2.'s død i 828 blev Marokko delt mellem hans sønner. Aghmat blev hovedstad i Souss-regionen under - prinsen Abd Allah.
Da Almoraviderne fra Sahara-ørkenen under Abd Allah ibn Yasin invaderede Aghmat, blev byen forsvaret af Laqūt, leder af Maghrawa -stammen. Laqūt blev besejret, og Almoravidhæren gik ind i byen den 23. Rabi II 450 (islamisk kalender (27. juni 1058)). En af de rigeste af Aghmāts borgere var Laqūts enke, Zaynab an-Nafzawiyyat; hun giftede sig med Almoravid-lederen Abu-Bakr Ibn-Umar og stillede sin betydelige rigdom til hans rådighed. Efter at Abu-Bakr vendte tilbage til Sahara-ørkenen i 1071, giftede Zaynab sig med sin efterfølger Yusuf ibn Tashfin.
I 1068/1069 var befolkningen i byen vokset betydeligt, og Abu-Bakr besluttede at bygge en ny hovedstad, og grundlagde Marrakech i 1070. Almoraviderne fortsatte med at bruge Aghmāt som et bekvemt sted at forvise folk til. Disse omfattede Al Mutamid, tidligere konge af Sevilla og Córdoba og en kendt digter. Hans grav er stadig et pilgrimssted den dag i dag. Aghmat var også stedet, for Abdallah ibn Buluggin, den tidligere konge af Granadas eksil, og hvor skrev sine erindringer.
I årene 1126, 1127 og igen i 1130 var der en række kampe om byen, mellem Almoravid-sultanen Ali ibn Yusuf og Almohad-hæren ledet af Ibn Tumart og Abd al-Mu'min. Sammen med Almoravid-styrker fra hele Marokko og Algeriet gik Abd al-Mu'min ind i Aghmāt uden kamp midt på dagen i Muharram 541 (27. juni 1146).
Beaumier skrev i 1860, at byen da stadig havde en befolkning på 5.500, hvoraf 1000 var jøder.

## Moderne historie
Under den franske besættelse af Marokko, afholdt en gruppe marokkanske nationalister med tilknytning til Istiqlal-partiet, 18. november 1950 en demonstration ved Al-Mutamids grav. Dette blev brutalt undertrykt af politiet, der handlede efter ordre fra Boujane, den lokale Mesfioua-stammes caid. Efterfølgende handlinger blev en af de største irritationsmomenter mellem Boujanes overordnede, den magtfulde Pasha fra Marrakech T'hami El Glaoui, og kongen af Marokko Mohammed 5. hvilket til sidst førte til kongens midlertidige fjernelse.
De arkæologiske ruiner af Aghmat der kan ses i dag, består af en del af bymuren, det tyrkiske bad, hammam, dele af nogle huse og vandingskanaler (qanats) og omkring hundrede meter af byens volde.
Al-Mutamids grav er præget af et moderne mausoleum. Det blev opført i 1970 og har en kuppel i Almoravid-stil.